# Gertrude Gabl
Gertrude Gabl (26 de agosto de 1948, 18 de janeiro de 1976) foi uma esquiadora profissional da Áustria. Ela foi campeã geral da Copa do Mundo de Esqui Alpino em 1969.

## Títulos por temporadas
| Temporada | Disciplina |
| --------- | ---------- |
| 1969      | Geral      |
| 1969      | Slalom     |